# Omurice
Omurice hay omu-rice (オムライス Omu-raisu) là một ví dụ về yōshoku (phong cách ẩm thực Nhật Bản chịu ảnh hưởng của phương Tây) gồm một món ốp lết được làm từ cơm chiên với trứng bác chiên mỏng, thường được rưới ketchup lên trên. Đây là một món ăn phổ biến trong gia đình và thường thấy tại các quán ăn phong cách phương Tây ở Nhật Bản. Trẻ em đặc biệt thích omurice. Nó thường được xuất hiện trong bữa ăn dành cho trẻ em phiên bản Nhật, okosama-ranchi (お子様ランチ).

## Nguyên từ học
Hai từ omu và raisu bắt nguồn từ cách phát âm các từ tiếng Anh omelet and rice của người Nhật, tên gọi là một ví dụ về wasei-eigo.

## Lịch sử
Món Omurice được ra đời vào khoảng đầu thế kỷ 20 tại một nhà hàng kiểu phương Tây ở quận Ginza, Tokyo gọi là Renga-tei, lấy cảm hứng từ chakin-zushi - một loại sushi. Món ăn sau đó lan sang bán đảo Triều Tiên và Đài Loan và trở lên phổ biến. Tại Nhật Bản, trẻ em đặc biệt thích omurice, và nó thường được đặc trưng trong okosama-ranchi (子 様, cơm hộp) hoặc bữa ăn của trẻ em.
Tên gọi món ăn xuất phát vào năm 1925 (năm Đại Chính thứ 14), ông Shigeo Kitahashi chủ một nhà hàng ở Namba, Osaka là người đã đặt tên cho món ăn này.
Trước đó, có một nhà hàng đã làm món ăn tương tự này. Đó là một món ăn gồm trứng chiên trộn với cơm, được xem như một phong cách cơm trứng. Nó được làm bằng cách trộn trứng trắng, nguyên liệu băm nhỏ và gia vị vào trứng và đánh đều, được ra đời vào năm 1900 (năm Minh Trị thứ 33). Nó là món ăn của các nhân viên làm bếp nhưng vì khách hàng muốn ăn nó, nên món đã được thêm vào thực đơn với tên gọi Trứng Omelette chanh vào năm 1901 (năm Minh Trị thứ 34). Nó nổi tiếng trong năm 1903 và đã được nói đến bởi Gensai Murai trong cuốn tiểu thuyết "Shokudoraku". Món tương tự như trứng chiên gạo của Renga-tei là "món trứng tráng gạo". Ngoài ra, cơm Omelette dùng với sốt cà chua cũng từng bước được áp dụng, sốt cà chua lan truyền ở Nhật Bản từ năm 1908 (năm Minh Trị thứ 41). Vào thời điểm đó, sốt cà chua không được sử dụng trong món trứng tráng.

## Chế biến
Đến nay có rất nhiều nhà hàng làm món Omurice nhưng nhà hàng Osaka Shinsaibashi "Polaris" hay "Tokyo Ginza"của "Renga-tei" là nổi tiếng nhất.
Phần cơm bên dưới là loại cơm rang với các nguyên liệu tùy ý, nhưng tiêu biểu nhất thường là thịt gà cùng các loại rau củ như nấm, cà rốt, đậu Hà Lan. Phần trứng tráng phủ lên phần cơm và trên cùng dưới tương cà ketchup, tương nâu Demi-glace hoặc các loại nước xốt khác.
Điểm độc đáo của Omurice nằm ở phần trứng tráng. Người đầu bếp khéo léo khuấy đảo và bác trứng đến khi chín một phần nhất định tạo thành hỗn hợp sánh đặc sau đó dùng thao tác lắc chảo linh hoạt làm cho phần trứng tự cuộn kín lại, bề mặt bên ngoài đủ chín để bao bọc phần trứng sánh đặc bên trong. Sau đó phần trứng được phủ lên phần cơm và người đầu bếp rạch cuộn trứng ra, phần trứng sánh đặc bên trong tràn phủ ra ngoài.
- Video nấu món omurice
- Video cắt món omurice

## Biến thể
Các món ăn thường bao gồm chikin raisu (cơm gà: cơm chiên với sốt cà chua và thịt gà) được bọc trong một miếng trứng chiên mỏng. Các thành phần hương vị gạo khác nhau. Thông thường, cơm được chiên với nhiều loại thịt (nhưng thường là thịt gà) và/hoặc rau, và có thể được nêm với thịt bò, sốt cà chua, tương nâu Demi-glace, nước sốt trắng hoặc đơn giản là muối và hạt tiêu. Đôi khi, gạo được thay thế bằng mì xào (yakisoba) để làm món omusoba. Một biến thể ở Okinawa là omutako, bao gồm một món trứng tráng trên cơm taco. Xúc xích chiên và Spam cũng là hai loại thịt phổ biến để đưa vào món ăn.

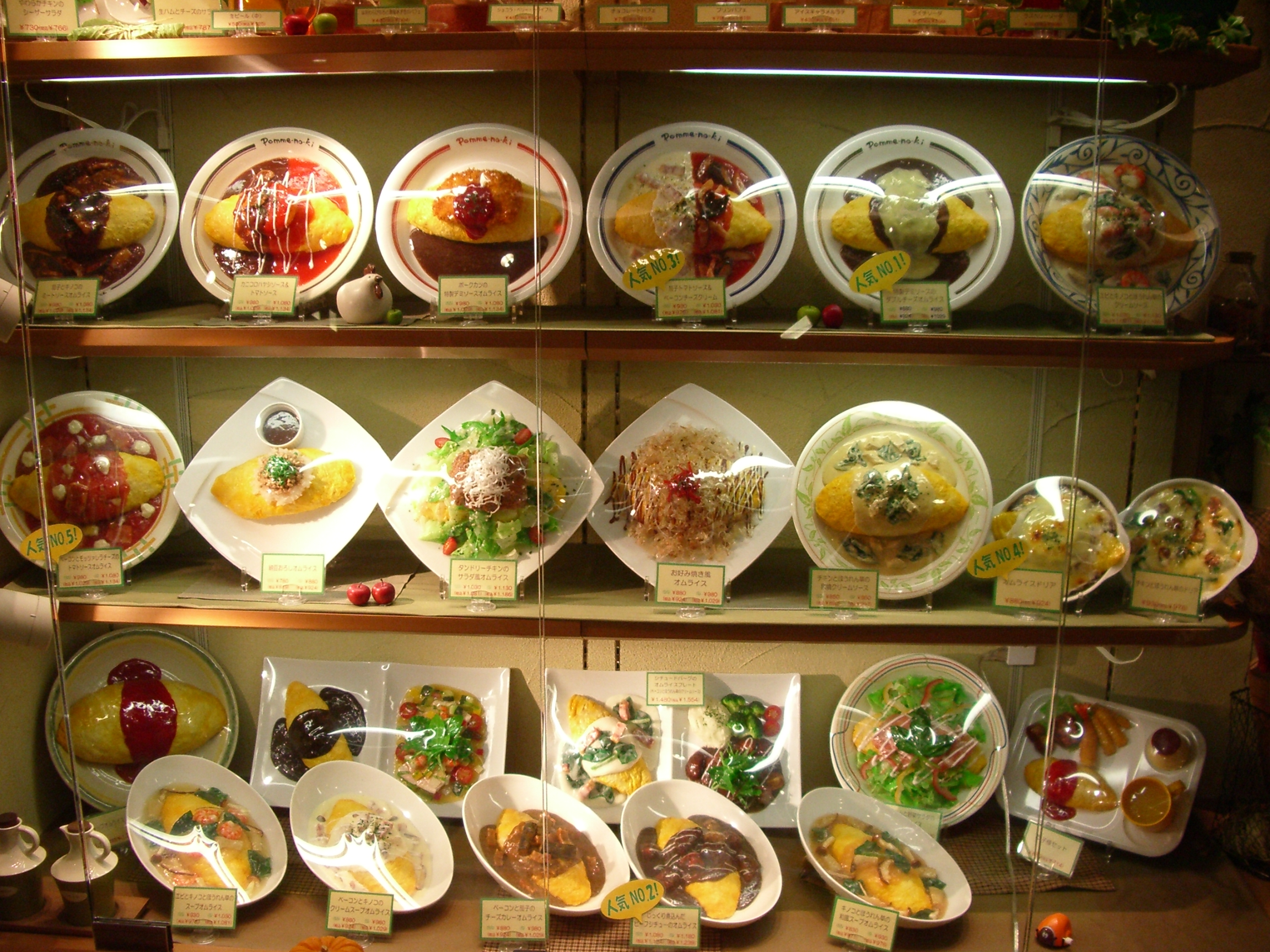
Các loại omurice khác nhau
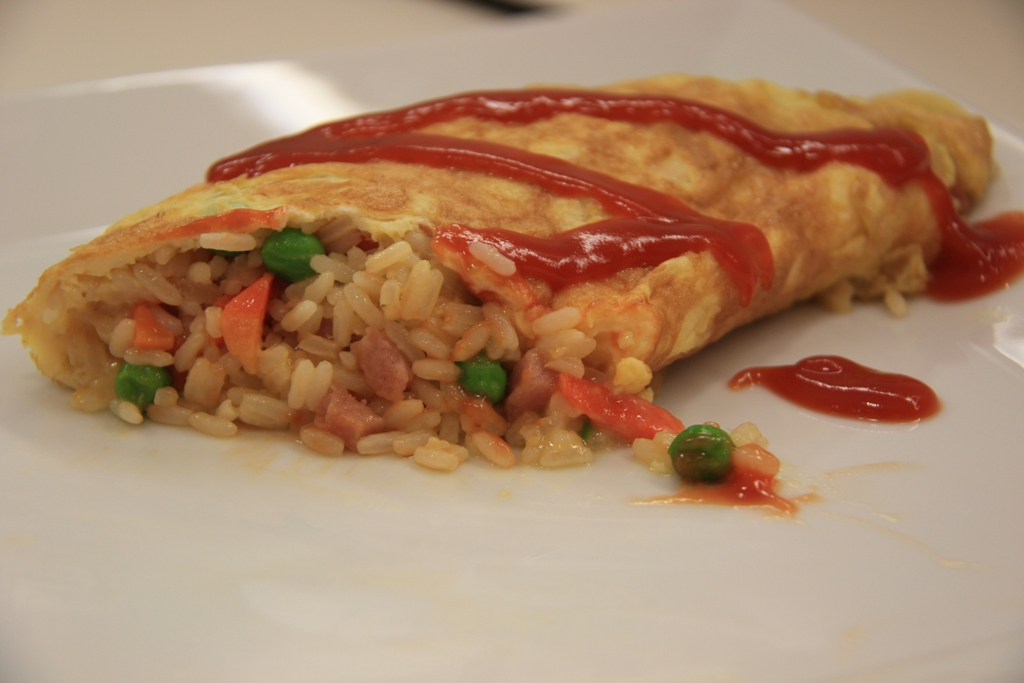
omurice cắt một bên
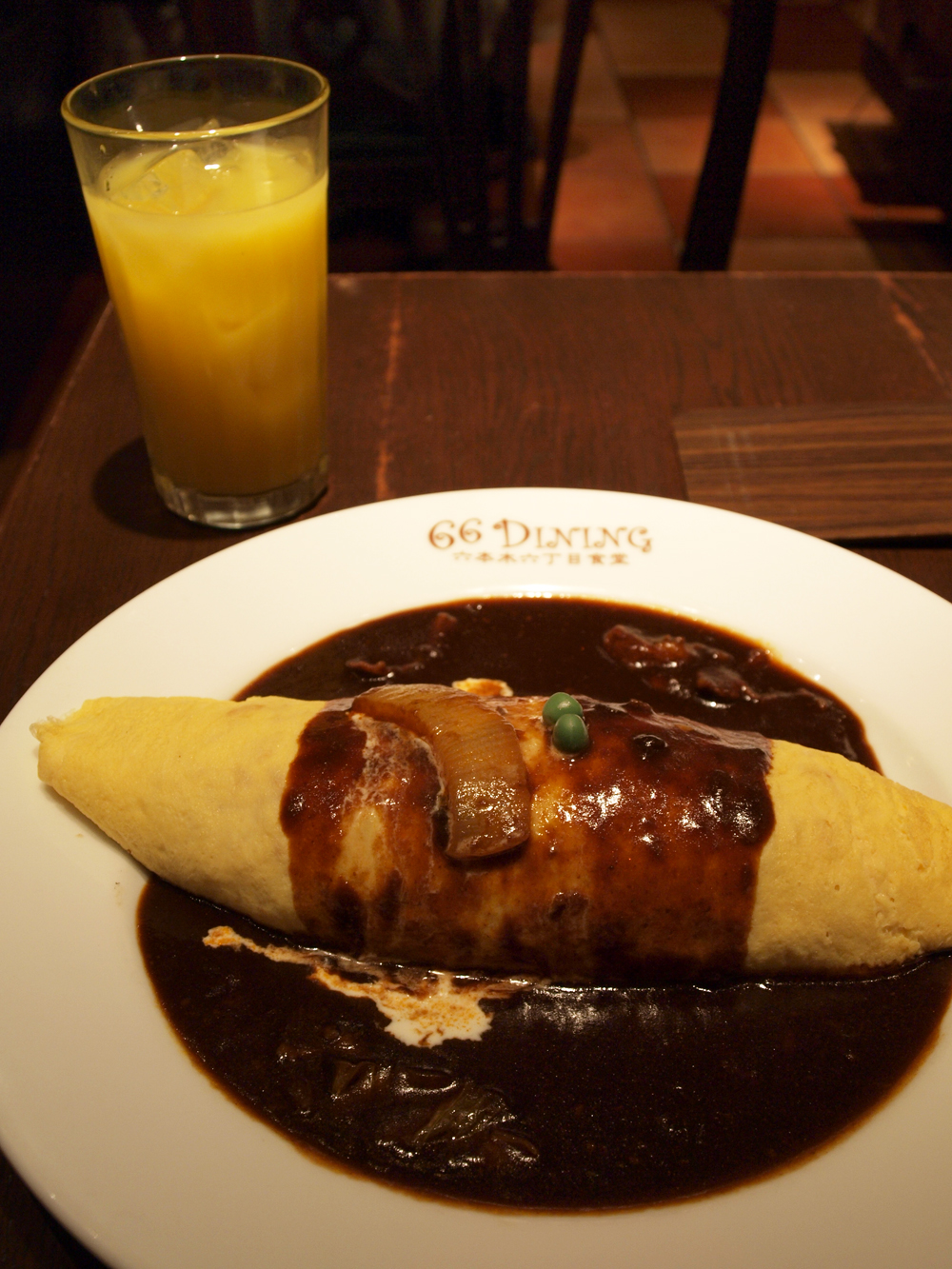
Omurice tưới xốt nâu demi-glace
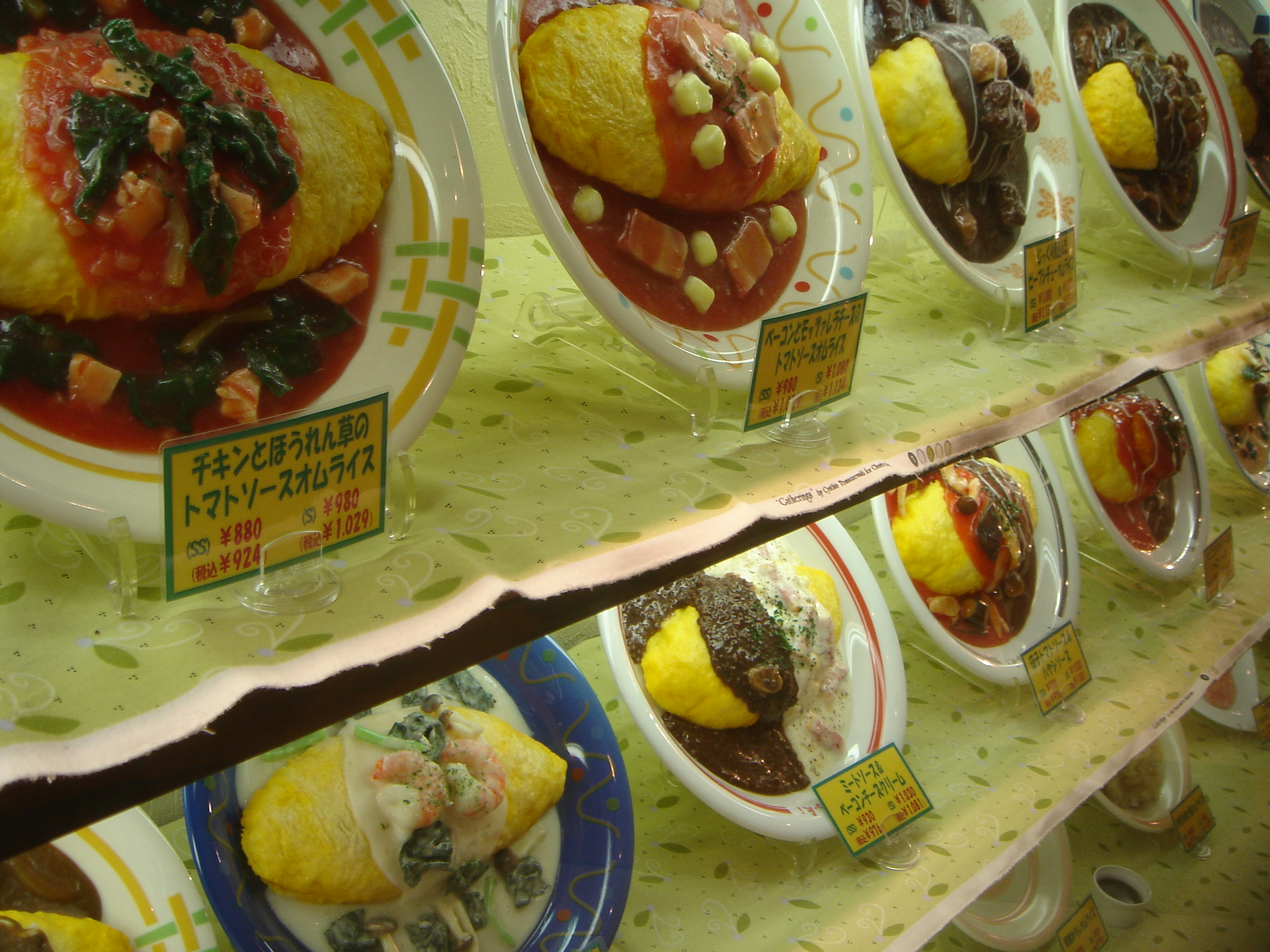
Các loại omurice khác nhau
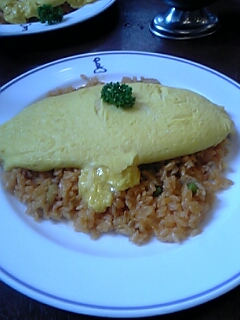
omurice không xốt
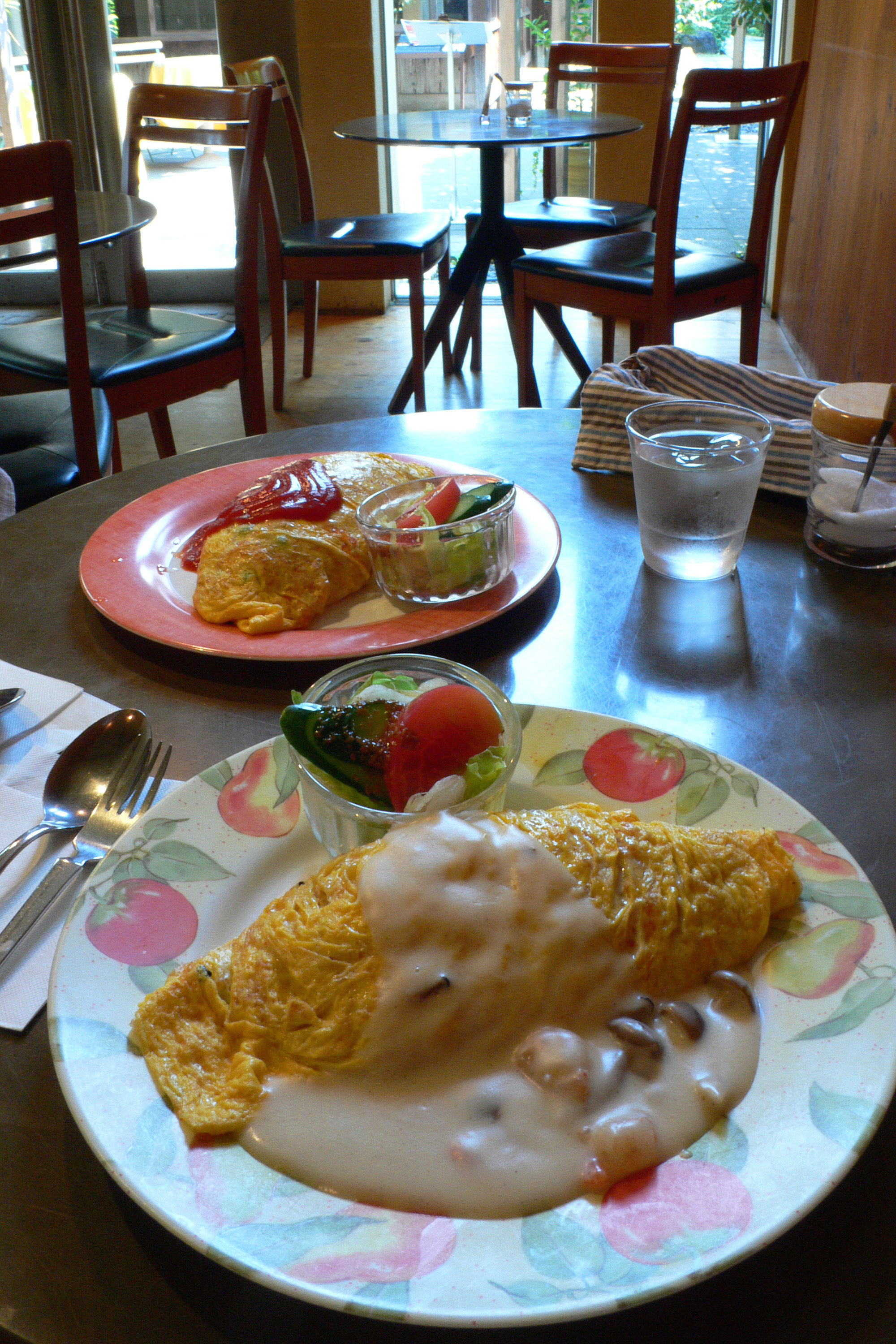
omurice tưới xốt kem

## Các món ăn tương tự

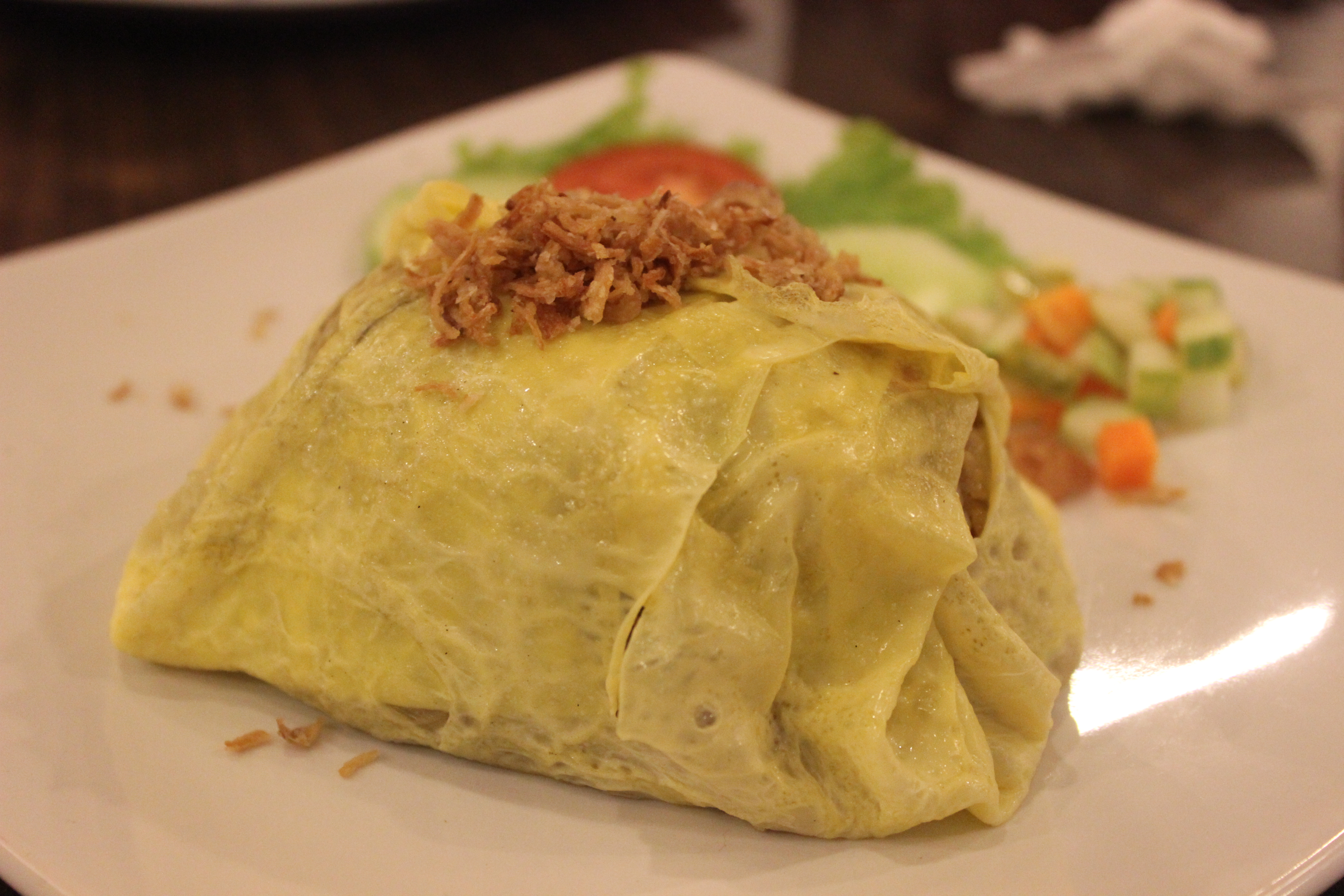
Phiên bản Indonesian, nasi goreng pattaya tại Pekanbaru, Sumatra.

Món ăn tương tự giống Omurice có khắp nơi ở Đông Nam Á, đặc biệt là ở Malaysia, Indonesia và Singapore, được gọi là nasi goreng pattaya. Đó là một món cơm chiên Đông Nam Á, bao gồm cơm chiên với thịt gà, trong trứng chiên mỏng hoặc trứng tráng.
Cơm Volga là một món ăn tương tự.